# Vițelul de aur
Vițelul de aur (în rusă Золотой телёнок, 1931) este un  roman de Ilf și Petrov în care este criticată Noua Politică Economică. Ostap Ibraghimovici Bender este personajul principal, la fel ca cel al romanului anterior Douăsprezece scaune.
Un cetățean de vreo 28 de ani (Douăsprezece scaune) sau cam 30 de ani (începutul romanului Vițelul de aur; de unde se induce ideea acțiunii în timp real), ajuns la vârsta lui Iisus Hristos (cum îi declara personajului Zoia Sinițkaia spre sfârșitul cărții a doua), cu oarecari antecedente penale, fără ocupație și fără familie („-Semăn eu a om care poate să aibă rude?”), Ostap este „Mare Maestru al Combinațiilor”, „Comandor”, „Medic activist pe tarâm social”, sau chiar “Grossmeister” de șah
Ostap Bender colindă în Douăsprezece scaune mari întinderi ale spațiului sovietic, alături de fostul mareșal al nobilimii Kisa Vorobianinov (în căutarea fericirii în sumă de una sută cincizeci mii ruble zero zero kopeici). Este ucis, apoi învie în urma unui evocat remarcabil efort medical în al doilea roman, Vițelul de aur, roman în care străbate Uniunea de la Arbatov la Cernomorsk, apoi pe șantierul feroviar transsiberian, ajungând la ultima filă în Moldova.

## Ecranizări
- Vițelul de aur (film din 1968)